# Copa do Brasil de Futebol de 2021
A Copa do Brasil de 2021 (por questões de patrocínio Copa Intelbras do Brasil) foi a 33.ª edição dessa competição brasileira de futebol organizada pela Confederação Brasileira de Futebol (CBF).
Foi vencida pelo Atlético Mineiro que conquistou seu 2.° título, tendo vencido anteriormente a Copa do Brasil de 2014.
Devido às mudanças de formato da Copa Sul-Americana para a edição de 2021 realizadas pela CONMEBOL, a CBF teve de alterar não só as datas como também o formato de disputa da Copa do Brasil de 2021. O número de equipes participantes aumentou de 91 para 92, serão sete fases em vez de oito e as doze equipes vindas da Copa Libertadores da América e de outras competições nacionais - campeões da Copa Verde, Copa do Nordeste e Série B - entrarão na terceira fase, em vez de entrarem nas oitavas.

## Equipes classificadas

### Estaduaise seletivas
| Estado              | Clube                  | Forma de Entrada                                  |
| ------------------- | ---------------------- | ------------------------------------------------- |
| Acre                | Galvez                 | Campeão do Estadual 2020                          |
| Acre                | Atlético Acreano       | Vice-campeão do Estadual 2020                     |
| Alagoas             | CRB                    | Campeão do Estadual 2020                          |
| Alagoas             | CSA                    | Vice-campeão do Estadual 2020                     |
| Alagoas             | Murici                 | 3º colocado do Estadual 2020                      |
| Amapá               | Ypiranga-AP            | Campeão do Estadual 2020                          |
| Amazonas            | Penarol                | Campeão do Estadual 2020                          |
| Amazonas            | Manaus                 | Vice-campeão do Estadual 2020                     |
| Bahia               | Bahia                  | Campeão do Estadual 2020                          |
| Bahia               | Atlético de Alagoinhas | Vice-campeão do Estadual 2020                     |
| Bahia               | Juazeirense            | 3º colocado do Estadual 2020                      |
| Ceará               | Fortaleza              | Campeão do Estadual 2020                          |
| Ceará               | Guarany de Sobral      | Campeão da primeira fase do Estadual 2020         |
| Ceará               | Ferroviário            | Campeão da Copa Fares Lopes de 2020               |
| Distrito Federal    | Gama                   | Campeão do Metropolitano 2020                     |
| Distrito Federal    | Real Brasília          | 3º colocado do Metropolitano 2020                 |
| Espírito Santo      | Rio Branco VN          | Campeão do Estadual 2020                          |
| Espírito Santo      | Rio Branco-ES          | Vice-campeão do Estadual 2020                     |
| Goiás               | Atlético Goianiense    | Campeão do Estadual 2020                          |
| Goiás               | Goianésia              | Vice-campeão do Estadual 2020                     |
| Goiás               | Jaraguá                | 3º colocado do Estadual 2020                      |
| Maranhão            | Sampaio Corrêa         | Campeão do Estadual 2020                          |
| Maranhão            | Moto Club              | Vice-campeão do Estadual 2020                     |
| Maranhão            | Juventude Samas        | 3º colocado do Estadual 2020                      |
| Mato Grosso         | Nova Mutum             | Campeão do Estadual 2020                          |
| Mato Grosso         | União Rondonópolis     | Vice-campeão do Estadual 2020                     |
| Mato Grosso         | Luverdense             | 3º colocado do Estadual 2020                      |
| Mato Grosso do Sul  | Águia Negra            | Campeão do Estadual 2020                          |
| Minas Gerais        | Tombense               | Vice-campeão do Estadual 2020                     |
| Minas Gerais        | América Mineiro        | 3º colocado do Estadual 2020                      |
| Minas Gerais        | Caldense               | 4º colocado do Estadual 2020                      |
| Minas Gerais        | Uberlândia             | Campeão do Troféu Inconfidência 2020              |
| Pará                | Paysandu               | Campeão do Estadual 2020                          |
| Pará                | Remo                   | Vice-campeão do Estadual 2020                     |
| Pará                | Castanhal              | 3º colocado do Estadual 2020                      |
| Paraíba             | Treze                  | Campeão do Estadual 2020                          |
| Paraíba             | Campinense             | Vice-campeão do Estadual 2020                     |
| Paraná              | Coritiba               | Vice-campeão do Estadual 2020                     |
| Paraná              | FC Cascavel            | 3º colocado do Estadual 2020                      |
| Paraná              | Cianorte               | 4º colocado do Estadual 2020                      |
| Paraná              | Operário-PR            | 5º colocado do Estadual 2020                      |
| Pernambuco          | Salgueiro              | Campeão do Estadual 2020                          |
| Pernambuco          | Santa Cruz             | Vice-campeão do Estadual 2020                     |
| Pernambuco          | Retrô                  | Melhor colocado da primeira fase do Estadual 2020 |
| Piauí               | 4 de Julho             | Campeão do Estadual 2020                          |
| Piauí               | Picos                  | Vice-campeão do Estadual 2020                     |
| Rio de Janeiro      | Botafogo               | 5º colocado do Estadual 2020                      |
| Rio de Janeiro      | Vasco da Gama          | 7º colocado do Estadual 2020                      |
| Rio de Janeiro      | Volta Redonda          | Campeão da Taça Independência 2020                |
| Rio de Janeiro      | Boavista-RJ            | Campeão do Torneio Extra 2020                     |
| Rio de Janeiro      | Madureira              | Vice-Campeão do Torneio Extra 2020                |
| Rio Grande do Norte | ABC                    | Campeão do Estadual 2020                          |
| Rio Grande do Norte | América de Natal       | Vice-campeão do Estadual 2020                     |
| Rio Grande do Sul   | Caxias                 | Vice-campeão do Estadual 2020                     |
| Rio Grande do Sul   | Esportivo              | 4º colocado do Estadual 2020                      |
| Rio Grande do Sul   | Ypiranga de Erechim    | 5º colocado do Estadual 2020                      |
| Rio Grande do Sul   | Santa Cruz-RS          | Campeão da Copa FGF 2020                          |
| Rondônia            | Porto Velho            | Campeão do Estadual 2020                          |
| Roraima             | São Raimundo-RR        | Campeão do Estadual 2020                          |
| Santa Catarina      | Brusque                | Vice-campeão do Estadual 2020                     |
| Santa Catarina      | Criciúma               | 3º colocado do Estadual 2020                      |
| Santa Catarina      | Joinville              | Campeão da Copa Santa Catarina de 2020            |
| São Paulo           | Corinthians            | Vice-campeão do Estadual 2020                     |
| São Paulo           | Mirassol               | 3º colocado do Estadual 2020                      |
| São Paulo           | Ponte Preta            | 4º colocado do Estadual 2020                      |
| São Paulo           | Red Bull Bragantino    | Campeão do Troféu do Interior de 2020             |
| São Paulo           | Marília                | Vice-campeão da Copa Paulista 2020                |
| Sergipe             | Confiança              | Campeão do Estadual 2020                          |
| Sergipe             | Sergipe                | Vice-campeão do Estadual 2020                     |
| Tocantins           | Palmas                 | Campeão do Estadual 2020                          |

### Classificados diretamente à terceira fase
| Estado            | Clube                | Forma de classificação                                     |
| ----------------- | -------------------- | ---------------------------------------------------------- |
| Ceará             | Ceará                | Campeão da Copa do Nordeste 2020                           |
| Distrito Federal  | Brasiliense          | Campeão da Copa Verde 2020                                 |
| Minas Gerais      | Atlético Mineiro     | 3º colocado do Campeonato Brasileiro 2020                  |
| Paraná            | Athletico Paranaense | 9º colocado do Campeonato Brasileiro 2020                  |
| Rio de Janeiro    | Flamengo             | Campeão do Campeonato Brasileiro 2020                      |
| Rio de Janeiro    | Fluminense           | 5º colocado do Campeonato Brasileiro 2020                  |
| Rio Grande do Sul | Grêmio               | 6º colocado do Campeonato Brasileiro 2020                  |
| Rio Grande do Sul | Internacional        | Vice-campeão do Campeonato Brasileiro 2020                 |
| Santa Catarina    | Chapecoense          | Campeão da Série B de 2020                                 |
| São Paulo         | Palmeiras            | Campeão da Copa Libertadores 2020 e da Copa do Brasil 2020 |
| São Paulo         | Santos               | 8º colocado do Campeonato Brasileiro 2020                  |
| São Paulo         | São Paulo            | 4º colocado do Campeonato Brasileiro 2020                  |

### Ranking da CBF
Com a definição dos 70 representantes das federações estaduais e dos doze representantes classificados diretamente à terceira fase, mais dez clubes se classificam diretamente via Ranking de Clubes da CBF de 2021.
| Pos. | Clube       | Pontos |
| ---- | ----------- | ------ |
| 10º  | Cruzeiro    | 11 768 |
| 20°  | Sport       | 7 043  |
| 21°  | Goiás       | 7 027  |
| 23°  | Vitória     | 6 114  |
| 26°  | Avaí        | 5 819  |
| 27°  | Juventude   | 5 725  |
| 28°  | Cuiabá      | 5 679  |
| 29°  | Paraná      | 5 175  |
| 32°  | Figueirense | 4 350  |
| 34°  | Vila Nova   | 4 177  |

Notas
- O Ceará conquistou a Copa do Nordeste de 2020, o que lhe garantiu participar diretamente à terceira fase, abrindo uma vaga no ranking da CBF.
- O Athletico Paranaense, que já havia se classificado por ter sido campeão do Campeonato Paranaense de 2020, terminou o Campeonato Brasileiro na melhor posição entre os não clasificados para a Copa Libertadores 2021, o que lhe garantiu participar diretamente à terceira fase, abrindo uma vaga em seu estado.
- O Palmeiras, que já havia se classificado por ter sido campeão do Campeonato Paulista de 2020, conquistou também a Copa Libertadores de 2020 e a Copa do Brasil de 2020, o que lhe garantiu participar diretamente à terceira fase, abrindo uma vaga em seu estado.
- O Flamengo, que já havia se classificado por ter sido campeão do Campeonato Carioca de 2020, conquistou também o Campeonato Brasileiro de 2020, garantindo uma das vagas à Copa Libertadores 2021, o que lhe deu o direito de participar diretamente à terceira fase, abrindo uma vaga em seu estado.
- O Internacional, conquistou uma das vagas à Libertadores 2021 via Campeonato Brasileiro de 2020, o que lhe garantiu participar diretamente à terceira fase, abrindo uma vaga em seu estado.
- O Atlético Mineiro, que já havia se classificado por ter sido campeão do Campeonato Mineiro de 2020, conquistou uma das vagas à Libertadores 2021 via Campeonato Brasileiro de 2020, o que lhe garantiu participar diretamente à terceira fase, abrindo uma vaga em seu estado.
- O São Paulo, conquistou uma das vagas à Libertadores 2021 via Campeonato Brasileiro de 2020, o que lhe garantiu participar diretamente à terceira fase, abrindo uma vaga no ranking da CBF.
- O Grêmio, que já havia se classificado por ter sido campeão do Campeonato Gaúcho de 2020, conquistou uma das vagas à Libertadores 2021 via Campeonato Brasileiro de 2020, o que lhe garantiu participar diretamente à terceira fase, abrindo uma vaga em seu estado.
- O Fluminense, conquistou uma das vagas à Libertadores 2021 via Campeonato Brasileiro de 2020, o que lhe garantiu participar diretamente à terceira fase, abrindo uma vaga em seu estado.
- O Santos, conquistou uma das vagas à Copa Libertadores 2021 via Campeonato Brasileiro de 2020, o que lhe garantiu participar diretamente à terceira fase, abrindo uma vaga no ranking da CBF.
- A Chapecoense que já havia se classificado por ter sido campeã do Campeonato Catarinense de 2020, conquistou também a Série B de 2020, o que lhe garantiu participar diretamente à terceira fase, abrindo uma vaga em seu estado.
- O Brasiliense, que já havia se classificado por ter sido vice-campeão do Campeonato Metropolitano de 2020, conquistou a Copa Verde de 2020, o que lhe garantiu participar diretamente à terceira fase, abrindo uma vaga em seu estado.

## Calendário
Originalmente, o calendário de cada fase foi divulgado em 19 de agosto de 2020, e sua versão revisada foi divulgada em 5 de fevereiro de 2021, por conta das alterações das datas da Copa Sul-Americana de 2021 promovidas pela CONMEBOL, e pelo próprio reajuste das datas finais da Copa do Brasil de 2020. Compreende as seguintes datas:
| Fase             | Jogo Único                                                                                             | Jogo Único                                                                                             |
| ---------------- | --- | --- |
| Primeira fase    | Semana 1: 9, 10 e 11 de março Semana 2: 16, 17, 18 de março Semana 3: 25, 26 e 27 de março             | Semana 1: 9, 10 e 11 de março Semana 2: 16, 17, 18 de março Semana 3: 25, 26 e 27 de março             |
| Segunda fase     | Semana 1: 26 de março Semana 2: 1° de abril Semana 3: 6, 7 e 8 de abril Semana 4: 13, 14 e 15 de abril | Semana 1: 26 de março Semana 2: 1° de abril Semana 3: 6, 7 e 8 de abril Semana 4: 13, 14 e 15 de abril |
| Fase             | Ida | Volta                                                                                                  |
| Terceira fase    | 2 de junho                                                                                             | 9 de junho                                                                                             |
| Oitavas de final | 28 de julho                                                                                            | 4 de agosto                                                                                            |
| Quartas de final | 25 de agosto                                                                                           | 15 de setembro                                                                                         |
| Semifinais       | 20 de outubro                                                                                          | 27 de outubro                                                                                          |
| Finais           | 12 de dezembro                                                                                         | 15 de dezembro                                                                                         |

## Fases iniciais

### Sorteio
Os 80 clubes classificados para a competição foram divididos em oito potes (A a H) com dez clubes cada, de acordo com Ranking da CBF. A partir daí, os cruzamentos entre os potes foram os seguintes: A x E; B x F; C x G e D x H. A primeira fase será realizada em partida única, com a equipe pior colocada no ranking jogando em casa e a melhor tendo a vantagem do empate. O sorteio foi realizado em 2 de março de 2021, na sede da CBF.

#### Potes do sorteio
Entre parênteses, a classificação do clube no Ranking da CBF
| Primeira Fase | Primeira Fase | Primeira Fase | Primeira Fase |
| Pote A | Pote B | Pote C | Pote D |
| --- | --- | --- | --- |
| - Corinthians (7) - Cruzeiro (10) - Bahia (11) - Botafogo (13) - Vasco da Gama (16) - América Mineiro (17) - Fortaleza (18) - Atlético Goianiense (19) - Sport (20) - Goiás (21) | - Red Bull Bragantino (22) - Vitória (23) - Ponte Preta (24) - Coritiba (25) - Avaí (26) - Juventude (27) - Cuiabá (28) - Paraná (29) - CSA (30) - CRB (31)                          | - Figueirense (32) - Sampaio Corrêa (33) - Vila Nova (34) - Paysandu (35) - Santa Cruz (41) - Criciúma (42) - Operário-PR (43) - Confiança (47) - Luverdense (48) - Remo (50)                              | - Ypiranga de Erechim (51) - ABC (52) - Brusque (53) - Tombense (54) - Volta Redonda (55) - Ferroviário (57) - Joinville (58) - América de Natal (59) - Atlético Acreano (60) - Manaus (63) |
| Pote E | Pote F | Pote G | Pote H |
| - Salgueiro (64) - Treze (65) - Moto Club (67) - Campinense (72) - São Raimundo-RR (79) - Juazeirense (81) - Caxias (82) - Caldense (84) - Galvez (92) - Boavista-RJ (93)        | - União Rondonópolis (94) - Mirassol (98) - Palmas (99) - Sergipe (102) - Cianorte (107) - Gama (114) - Murici (123) - Guarany de Sobral (125) - Águia Negra (129) - Goianésia (130) | - Atlético de Alagoinhas (137) - Ypiranga-AP (144) - Juventude Samas (150) - FC Cascavel (152) - Uberlândia (164) - Madureira (165) - 4 de Julho (194) - Rio Branco-ES (230) - Marília (–) - Esportivo (–) | - Santa Cruz-RS (–) - Jaraguá (–) - Retrô (–) - Nova Mutum (–) - Castanhal (–) - Penarol (–) - Picos (–) - Real Brasília (–) - Rio Branco VN (–) - Porto Velho (–)                          |

## Primeira fase
A primeira fase será disputada por 80 equipes, em partida única. As equipes mais bem sucedidas no ranking da CBF serão as visitantes e terão a vantagem do empate. Os confrontos dessa fase foram definidos através do sorteio.
Em itálico, as equipes que possuem o mando de campo no confronto e em negrito as equipes classificadas.
| Equipe 1               | Resultado | Equipe 2            |
| ---------------------- | --------- | ------------------- |
| Treze                  | 0–1       | América Mineiro     |
| Porto Velho            | 0–1       | Ferroviário         |
| Sergipe                | 0–0       | Cuiabá              |
| 4 de Julho             | 1–0       | Confiança           |
| Moto Club              | 0–5       | Botafogo            |
| Rio Branco VN          | 1–1       | ABC                 |
| Guarany de Sobral      | 1–5       | CSA                 |
| Esportivo              | 0–2       | Remo                |
| Campinense             | 1–7       | Bahia               |
| Jaraguá                | 1–4       | Manaus              |
| Gama                   | 1–2       | Ponte Preta         |
| Marília                | 0–0       | Criciúma            |
| Boavista-RJ            | 3–1       | Goiás               |
| Picos                  | 1–0       | Atlético Acreano    |
| Palmas                 | 0–1       | Avaí                |
| FC Cascavel            | 2–1       | Figueirense         |
| Juazeirense            | 3–2       | Sport               |
| Castanhal              | 0–3       | Volta Redonda       |
| Murici                 | 0–3       | Juventude           |
| Atlético de Alagoinhas | 0–3       | Vila Nova           |
| Galvez                 | 1–3       | Atlético Goianiense |
| Santa Cruz-RS          | 0–0       | Joinville           |
| Águia Negra            | 0–1       | Vitória             |
| Rio Branco-ES          | 2–1       | Sampaio Corrêa      |
| Salgueiro              | 0–3       | Corinthians         |
| Retrô                  | 1–0       | Brusque             |
| Goianésia              | 2–3       | CRB                 |
| Madureira              | 0–1       | Paysandu            |
| Caldense               | 1–1       | Vasco da Gama       |
| Nova Mutum             | 0–0       | Tombense            |
| Cianorte               | 1–0       | Paraná              |
| Ypiranga-AP            | 0–4       | Santa Cruz          |
| Caxias                 | 0–1       | Fortaleza           |
| Penarol                | 1–1       | Ypiranga de Erechim |
| Mirassol               | 2–3       | Red Bull Bragantino |
| Uberlândia             | 1–1       | Luverdense          |
| São Raimundo-RR        | 1–1       | Cruzeiro            |
| Real Brasília          | 0–2       | América de Natal    |
| União Rondonópolis     | 0–1       | Coritiba            |
| Juventude Samas        | 0–2       | Operário-PR         |

## Segunda fase
A segunda fase será disputada pelas 40 equipes vencedoras da fase anterior, em partida única. Em caso de empate a vaga será decidida na disputa por pênaltis. Os confrontos desta fase seguirão os chaveamentos predeterminados na fase anterior.
Em itálico, as equipes que possuem o mando de campo no confronto e em negrito as equipes classificadas.
| Equipe 1         | Resultado   | Equipe 2            |
| ---------------- | ----------- | ------------------- |
| América Mineiro  | 1–1 (3–2 p) | Ferroviário         |
| 4 de Julho       | 0–0 (5–4 p) | Cuiabá              |
| ABC              | 1–1 (4–1 p) | Botafogo            |
| CSA              | 1–1 (5–6 p) | Remo                |
| Bahia            | 4–1         | Manaus              |
| Criciúma         | 1–1 (5–4 p) | Ponte Preta         |
| Picos            | 0–1         | Boavista-RJ         |
| Avaí             | 2–0         | FC Cascavel         |
| Juazeirense      | 3–3 (4–2 p) | Volta Redonda       |
| Vila Nova        | 1–1 (4–3 p) | Juventude           |
| Joinville        | 0–2         | Atlético Goianiense |
| Vitória          | 2–0         | Rio Branco-ES       |
| Corinthians      | 1–1 (5–3 p) | Retrô               |
| Paysandu         | 1–2         | CRB                 |
| Tombense         | 1–2         | Vasco da Gama       |
| Cianorte         | 1–0         | Santa Cruz          |
| Fortaleza        | 1–0         | Ypiranga de Erechim |
| Luverdense       | 1–2         | Red Bull Bragantino |
| América de Natal | 0–1         | Cruzeiro            |
| Coritiba         | 3–2         | Operário-PR         |

## Terceira fase
O sorteio da terceira fase foi realizado no dia 23 de abril de 2021, às 14h, na sede da CBF no Rio de Janeiro. Será disputada pelas 20 equipes vencedoras da fase anterior mais os 12 clubes que entram diretamente nessa fase. Em caso de empate a vaga será decidida na disputa por pênaltis. Os 32 clubes classificados serão divididos em dois blocos de acordo com a posição do Ranking da CBF e definidos em sorteio público.
| Pote 1 | Pote 2 |
| --- | --- |
| Flamengo (1) Palmeiras (2) Grêmio (3) Internacional (4) Athletico Paranaense (5) Santos (6) Corinthians (7) São Paulo (8) Atlético Mineiro (9) Cruzeiro (10) Bahia (11) Fluminense (12) Ceará (14) Chapecoense (15) Vasco da Gama (16) América Mineiro (17) | Fortaleza (18) Atlético Goianiense (19) Red Bull Bragantino (22) Vitória (23) Coritiba (25) Avaí (26) CRB (31) Vila Nova (34) Criciúma (42) Remo (50) ABC (52) Juazeirense (81) Brasiliense (83) Boavista-RJ (93) Cianorte (107) 4 de Julho (194) |

Em itálico, as equipes que possuem o mando de campo no primeiro jogo confronto e em negrito as equipes classificadas.
| Equipe 1        | Total       | Equipe 2             | 1.º jogo | 2.º jogo |
| --------------- | ----------- | -------------------- | -------- | -------- |
| Cianorte        | 0–3         | Santos               | 0–2      | 0–1      |
| Vila Nova       | 0–2         | Bahia                | 0–1      | 0–1      |
| CRB             | 1−1 (4−3 p) | Palmeiras            | 0–1      | 1–0      |
| 4 de Julho      | 4–11        | São Paulo            | 3–2      | 1–9      |
| Fluminense      | 3–2         | Red Bull Bragantino  | 2–0      | 1–2      |
| Fortaleza       | 4–1         | Ceará                | 1–1      | 3–0      |
| Grêmio          | 2–0         | Brasiliense          | 2–0      | 0–0      |
| América Mineiro | 2−2 (2−3 p) | Criciúma             | 0–0      | 2–2      |
| Avaí            | 1–2         | Athletico Paranaense | 1–1      | 0–1      |
| Remo            | 1–4         | Atlético Mineiro     | 0–2      | 1–2      |
| Corinthians     | 0–2         | Atlético Goianiense  | 0–2      | 0–0      |
| Vitória         | 3–2         | Internacional        | 0–1      | 3–1      |
| Cruzeiro        | 1−1 (2−3 p) | Juazeirense          | 1–0      | 0–1      |
| Chapecoense     | 3–4         | ABC                  | 3–1      | 0–3      |
| Coritiba        | 0–3         | Flamengo             | 0–1      | 0–2      |
| Boavista-RJ     | 1–2         | Vasco da Gama        | 0–1      | 1–1      |

## Fase final

### Oitavas de final
As oitavas de final foram disputadas pelas 16 equipes pré-classificadas com os confrontos definidos em sorteio. Foram partidas eliminatórias de ida e volta. Em caso de empate no placar agregado, a vaga seria definida na disputa por pênaltis.

#### Sorteio
O sorteio das oitavas de final foi realizado após o término da terceira fase, em 22 de junho, na sede da CBF, no Rio de Janeiro.
Nesta fase, todas as 16 (dezesseis) equipes classificadas para as oitavas de final foram colocadas em pote único, sem restrição de cruzamentos.
| Pote único |
| --- |
| Flamengo (1) Grêmio (3) Athletico Paranaense (5) Santos (6) São Paulo (8) Atlético Mineiro (9) Bahia (11) Fluminense (12) Vasco da Gama (16) Fortaleza (18) Atlético Goianiense (19) Vitória (23) CRB (31) Criciúma (42) ABC (51) Juazeirense (81) |

#### Confrontos
Em itálico, as equipes que possuem o mando de campo no primeiro jogo confronto e em negrito as equipes classificadas.
| Equipe 1             | Total | Equipe 2            | 1.º jogo | 2.º jogo |
| -------------------- | ----- | ------------------- | -------- | -------- |
| São Paulo            | 4–1   | Vasco da Gama       | 2–0      | 2–1      |
| Criciúma             | 2–4   | Fluminense          | 2–1      | 0–3      |
| Vitória              | 0–4   | Grêmio              | 0–3      | 0–1      |
| Fortaleza            | 3–1   | CRB                 | 2–1      | 1–0      |
| Flamengo             | 7–0   | ABC                 | 6–0      | 1–0      |
| Athletico Paranaense | 4–3   | Atlético Goianiense | 2–1      | 2–2      |
| Atlético Mineiro     | 3–2   | Bahia               | 2–0      | 1–2      |
| Santos               | 4–2   | Juazeirense         | 4–0      | 0–2      |

### Quartas de final

#### Sorteio
O sorteio das quartas de final foi realizado após o término das oitavas de final, na sede da CBF, no Rio de Janeiro.
Nesta fase, assim como na fase anterior, não houve separação de potes. Todas as 8 (oito) equipes vencedoras das oitavas de final foram colocadas em pote único, sem restrição de cruzamentos.
| Pote único |
| --- |
| Flamengo (1) Grêmio (3) Athletico Paranaense (5) Santos (6) São Paulo (8) Atlético Mineiro (9) Fluminense (12) Fortaleza (18) |

### Tabela até a final
Em itálico, as equipes que possuem o mando de campo no primeiro jogo do confronto e em negrito as equipes classificadas.
|  | Quartas de final              | Quartas de final              | Quartas de final              | Quartas de final              |   |                      | Semifinais         | Semifinais         | Semifinais         | Semifinais         |  |                  | Final               | Final               | Final               | Final               |  |  |
|  | 25 de agosto a 15 de setembro | 25 de agosto a 15 de setembro | 25 de agosto a 15 de setembro | 25 de agosto a 15 de setembro |   |                      | 20 e 27 de outubro | 20 e 27 de outubro | 20 e 27 de outubro | 20 e 27 de outubro |  |                  | 12 e 15 de dezembro | 12 e 15 de dezembro | 12 e 15 de dezembro | 12 e 15 de dezembro |  |  |
|  |                               |                               |                               |                               |   |                      |                    |                    |                    |                    |  |                  |                     |                     |                     |                     |  |  |
|  | Fluminense                    | 1                             | 0                             | 1                             |   |                      |                    |                    |                    |                    |  |                  |                     |                     |                     |                     |  |  |
|  | Atlético Mineiro              | 2                             | 1                             | 3                             |   |                      |                    |                    |                    |                    |  |                  |                     |                     |                     |                     |  |  |
|  | Atlético Mineiro              | 2                             | 1                             | 3                             |   | Atlético Mineiro     | 4                  | 2                  | 6                  |                    |  |                  |                     |                     |                     |                     |  |  |
|  |                               |                               |                               |                               |   | Atlético Mineiro     | 4                  | 2                  | 6                  |                    |  |                  |                     |                     |                     |                     |  |  |
|  |                               | Fortaleza                     | 0                             | 1                             | 1 |                      |                    |                    |                    |                    |  |                  |                     |                     |                     |                     |  |  |
|  | São Paulo                     | Fortaleza                     | 0                             | 1                             | 1 | 2                    | 1                  | 3                  |                    |                    |  |                  |                     |                     |                     |                     |  |  |
|  | São Paulo                     |                               |                               |                               |   | 2                    | 1                  | 3                  |                    |                    |  |                  |                     |                     |                     |                     |  |  |
|  | Fortaleza                     | 2                             | 3                             | 5                             |   |                      |                    |                    |                    |                    |  |                  |                     |                     |                     |                     |  |  |
|  | Fortaleza                     | 2                             | 3                             | 5                             |   |                      |                    |                    |                    |                    |  | Atlético Mineiro | 4                   | 2                   | 6                   |                     |  |  |
|  |                               |                               |                               |                               |   |                      |                    |                    |                    |                    |  | Atlético Mineiro | 4                   | 2                   | 6                   |                     |  |  |
|  |                               | Athletico Paranaense          | 0                             | 1                             | 1 |                      |                    |                    |                    |                    |  |                  |                     |                     |                     |                     |  |  |
|  | Athletico Paranaense          | Athletico Paranaense          | 0                             | 1                             | 1 | 1                    | 1                  | 2                  |                    |                    |  |                  |                     |                     |                     |                     |  |  |
|  | Athletico Paranaense          |                               |                               |                               |   | 1                    | 1                  | 2                  |                    |                    |  |                  |                     |                     |                     |                     |  |  |
|  | Santos                        | 0                             | 0                             | 0                             |   |                      |                    |                    |                    |                    |  |                  |                     |                     |                     |                     |  |  |
|  | Santos                        | 0                             | 0                             | 0                             |   | Athletico Paranaense | 2                  | 3                  | 5                  |                    |  |                  |                     |                     |                     |                     |  |  |
|  |                               |                               |                               |                               |   | Athletico Paranaense | 2                  | 3                  | 5                  |                    |  |                  |                     |                     |                     |                     |  |  |
|  |                               | Flamengo                      | 2                             | 0                             | 2 |                      |                    |                    |                    |                    |  |                  |                     |                     |                     |                     |  |  |
|  | Grêmio                        | Flamengo                      | 2                             | 0                             | 2 | 0                    | 0                  | 0                  |                    |                    |  |                  |                     |                     |                     |                     |  |  |
|  | Grêmio                        |                               |                               |                               |   | 0                    | 0                  | 0                  |                    |                    |  |                  |                     |                     |                     |                     |  |  |
|  | Flamengo                      | 4                             | 2                             | 6                             |   |                      |                    |                    |                    |                    |  |                  |                     |                     |                     |                     |  |  |

### Finais
Primeiro jogo
| 12 de dezembro de 2021 | Atlético Mineiro                                  | 4 – 0 | Athletico Paranaense | Mineirão, Belo Horizonte          |
| 17:30                  | Hulk 24' (p) · Keno 35' · Eduardo Vargas 56', 69' |       |                      | Árbitro: RJ Bruno Arleu de Araújo |

Segundo jogo
| 15 de dezembro de 2021 | Athletico Paranaense | 1 – 2 | Atlético Mineiro    | Arena da Baixada, Curitiba   |
| 21:30                  | Jáderson 87'         |       | Keno 25' · Hulk 75' | Árbitro: RS Anderson Daronco |

## Premiação
| Copa do Brasil de 2021               |
| Minas Gerais                         |
| ------------------------------------ |
| ATLÉTICO MINEIRO Campeão (2º título) |

## Artilharia
| Gols | Jogador             | Equipe               |
| ---- | ------------------- | -------------------- |
| 8    | Hulk                | Atlético Mineiro     |
| 5    | Emiliano Rigoni     | São Paulo            |
| 5    | Rossi               | Bahia                |
| 4    | David               | Fortaleza            |
| 4    | Pablo               | São Paulo            |
| 4    | Vanílson            | Manaus               |
| 4    | Wellington Paulista | Fortaleza            |
| 4    | Renato Kayzer       | Athletico Paranaense |

### Hat-tricks
| Jogador  | Clube     | Adversário | Placar | Data        | Ref.   |
| -------- | --------- | ---------- | ------ | ----------- | ------ |
| Rossi    | Bahia     | Campinense | 7–1    | 9 de março  | [ 12 ] |
| Vanílson | Manaus    | Jaraguá    | 4–1    | 26 de março | [ 13 ] |
| Pablo    | São Paulo | 4 de Julho | 9–1    | 8 de junho  | [ 14 ] |

## Maiores públicos
Esses são os sete maiores públicos da Copa do Brasil de 2021:
| Nº | Público | Mandante             | Placar | Visitante            | Estádio          | Data           | Etapa     |
| -- | ------- | -------------------- | ------ | -------------------- | ---------------- | -------------- | --------- |
| 1  | 44 365  | Atlético Mineiro     | 4–0    | Athletico Paranaense | Mineirão         | 12 de dezembro | Final     |
| 2  | 32 557  | Athletico Paranaense | 1–2    | Atlético Mineiro     | Arena da Baixada | 15 de dezembro | Final     |
| 3  | 29 549  | Flamengo             | 0–3    | Athletico Paranaense | Maracanã         | 27 de outubro  | Semifinal |
| 4  | 16 244  | Atlético Mineiro     | 4–0    | Fortaleza            | Mineirão         | 20 de outubro  | Semifinal |
| 5  | 9 518   | Fortaleza            | 1–2    | Atlético Mineiro     | Arena Castelão   | 27 de outubro  | Semifinal |
| 6  | 9 480   | Athletico Paranaense | 2–2    | Flamengo             | Arena da Baixada | 20 de outubro  | Semifinal |
| 7  | 6 277   | Flamengo             | 2–0    | Grêmio               | Maracanã         | 15 de setembro | Quartas   |

Considera-se apenas o público pagante.

## Classificação geral
Oficialmente, a CBF não reconhece uma classificação geral na Copa do Brasil. A tabela a seguir classifica as equipes de acordo com a fase alcançada e considerando os critérios de desempate.
| Classificação final                                                | Classificação final  | Classificação final | Classificação final | Classificação final | Classificação final | Classificação final | Classificação final | Classificação final | Classificação final | Classificação final | Classificação final |
| Pos.                                                               | Equipes              | P                   | J                   | V                   | E                   | D                   | GP                  | GC                  | SG                  |                     |                     |
| ------------------------------------------------------------------ | -------------------- | ------------------- | ------------------- | ------------------- | ------------------- | ------------------- | ------------------- | ------------------- | ------------------- | ------------------- | ------------------- |
| Campeão e classificado para a Copa Libertadores da América de 2022 |                      |                     |                     |                     |                     |                     |                     |                     |                     |                     |                     |
| 1                                                                  | Atlético Mineiro     | 27                  | 10                  | 9                   | 0                   | 1                   | 22                  | 6                   | +16                 |                     |                     |
| Vice-campeão                                                       |                      |                     |                     |                     |                     |                     |                     |                     |                     |                     |                     |
| 2                                                                  | Athletico Paranaense | 18                  | 10                  | 5                   | 3                   | 2                   | 14                  | 12                  | +2                  |                     |                     |
| Eliminados nas semifinais                                          |                      |                     |                     |                     |                     |                     |                     |                     |                     |                     |                     |
| 3                                                                  | Fortaleza            | 20                  | 10                  | 6                   | 2                   | 2                   | 15                  | 11                  | +4                  |                     |                     |
| 4                                                                  | Flamengo             | 19                  | 8                   | 6                   | 1                   | 1                   | 18                  | 5                   | +13                 |                     |                     |
| Eliminados nas quartas de final                                    |                      |                     |                     |                     |                     |                     |                     |                     |                     |                     |                     |
| 5                                                                  | São Paulo            | 10                  | 6                   | 3                   | 1                   | 2                   | 18                  | 10                  | +8                  |                     |                     |
| 6                                                                  | Grêmio               | 10                  | 6                   | 3                   | 1                   | 2                   | 6                   | 6                   | 0                   |                     |                     |
| 7                                                                  | Santos               | 9                   | 6                   | 3                   | 0                   | 3                   | 7                   | 4                   | +3                  |                     |                     |
| 8                                                                  | Fluminense           | 6                   | 6                   | 2                   | 0                   | 4                   | 8                   | 7                   | +1                  |                     |                     |
| Eliminados nas oitavas de final                                    |                      |                     |                     |                     |                     |                     |                     |                     |                     |                     |                     |
| 9                                                                  | Bahia                | 15                  | 6                   | 5                   | 0                   | 1                   | 15                  | 5                   | +10                 |                     |                     |
| 10                                                                 | Atlético Goianiense  | 11                  | 6                   | 3                   | 2                   | 1                   | 10                  | 5                   | +5                  |                     |                     |
| 11                                                                 | Juazeirense          | 10                  | 6                   | 3                   | 1                   | 2                   | 9                   | 10                  | –1                  |                     |                     |
| 12                                                                 | CRB                  | 9                   | 6                   | 3                   | 0                   | 3                   | 7                   | 7                   | 0                   |                     |                     |
| 13                                                                 | Vitória              | 9                   | 6                   | 3                   | 0                   | 3                   | 6                   | 6                   | 0                   |                     |                     |
| 14                                                                 | Vasco da Gama        | 8                   | 6                   | 2                   | 2                   | 2                   | 6                   | 7                   | –1                  |                     |                     |
| 15                                                                 | Criciúma             | 7                   | 6                   | 1                   | 4                   | 1                   | 5                   | 7                   | –2                  |                     |                     |
| 16                                                                 | ABC                  | 5                   | 6                   | 1                   | 2                   | 3                   | 6                   | 12                  | –6                  |                     |                     |
| Eliminados na terceira fase                                        |                      |                     |                     |                     |                     |                     |                     |                     |                     |                     |                     |
| 17                                                                 | Red Bull Bragantino  | 9                   | 4                   | 3                   | 0                   | 1                   | 7                   | 6                   | +1                  |                     |                     |
| 18                                                                 | Boavista-RJ          | 7                   | 4                   | 2                   | 1                   | 1                   | 5                   | 3                   | +2                  |                     |                     |
| 19                                                                 | Avaí                 | 7                   | 4                   | 2                   | 1                   | 1                   | 4                   | 2                   | +2                  |                     |                     |
| 20                                                                 | Cruzeiro             | 7                   | 4                   | 2                   | 1                   | 1                   | 3                   | 2                   | +1                  |                     |                     |
| 21                                                                 | 4 de Julho           | 7                   | 4                   | 2                   | 1                   | 1                   | 5                   | 11                  | –6                  |                     |                     |
| 22                                                                 | Coritiba             | 6                   | 4                   | 2                   | 0                   | 2                   | 4                   | 5                   | –1                  |                     |                     |
| 23                                                                 | Cianorte             | 6                   | 4                   | 2                   | 0                   | 2                   | 2                   | 3                   | –1                  |                     |                     |
| 24                                                                 | América Mineiro      | 6                   | 4                   | 1                   | 3                   | 0                   | 4                   | 3                   | +1                  |                     |                     |
| 25                                                                 | Corinthians          | 5                   | 4                   | 1                   | 2                   | 1                   | 4                   | 3                   | +1                  |                     |                     |
| 26                                                                 | Vila Nova            | 4                   | 4                   | 1                   | 1                   | 2                   | 4                   | 3                   | +1                  |                     |                     |
| 27                                                                 | Remo                 | 4                   | 4                   | 1                   | 1                   | 2                   | 4                   | 5                   | –1                  |                     |                     |
| 28                                                                 | Palmeiras            | 3                   | 2                   | 1                   | 0                   | 1                   | 1                   | 1                   | 0                   |                     |                     |
| 29                                                                 | Chapecoense          | 3                   | 2                   | 1                   | 0                   | 1                   | 3                   | 4                   | –1                  |                     |                     |
| 30                                                                 | Internacional        | 3                   | 2                   | 1                   | 0                   | 1                   | 2                   | 3                   | –1                  |                     |                     |
| 31                                                                 | Brasiliense          | 1                   | 2                   | 0                   | 1                   | 1                   | 0                   | 2                   | –2                  |                     |                     |
| 32                                                                 | Ceará                | 1                   | 2                   | 0                   | 1                   | 1                   | 1                   | 4                   | –3                  |                     |                     |
| Eliminados na segunda fase                                         |                      |                     |                     |                     |                     |                     |                     |                     |                     |                     |                     |
| 33                                                                 | Botafogo             | 4                   | 2                   | 1                   | 1                   | 0                   | 6                   | 1                   | +5                  |                     |                     |
| 34                                                                 | CSA                  | 4                   | 2                   | 1                   | 1                   | 0                   | 6                   | 2                   | +4                  |                     |                     |
| 35                                                                 | Volta Redonda        | 4                   | 2                   | 1                   | 1                   | 0                   | 6                   | 3                   | +3                  |                     |                     |
| 36                                                                 | Juventude            | 4                   | 2                   | 1                   | 1                   | 0                   | 4                   | 1                   | +3                  |                     |                     |
| 37                                                                 | Ponte Preta          | 4                   | 2                   | 1                   | 1                   | 0                   | 3                   | 2                   | +1                  |                     |                     |
| 38                                                                 | Ferroviário          | 4                   | 2                   | 1                   | 1                   | 0                   | 2                   | 1                   | +1                  |                     |                     |
| 38                                                                 | Retrô                | 4                   | 2                   | 1                   | 1                   | 0                   | 2                   | 1                   | +1                  |                     |                     |
| 40                                                                 | Santa Cruz           | 3                   | 2                   | 1                   | 0                   | 1                   | 4                   | 1                   | +3                  |                     |                     |
| 41                                                                 | Operário-PR          | 3                   | 2                   | 1                   | 0                   | 1                   | 4                   | 3                   | +1                  |                     |                     |
| 42                                                                 | América de Natal     | 3                   | 2                   | 1                   | 0                   | 1                   | 2                   | 1                   | +1                  |                     |                     |
| 43                                                                 | Manaus               | 3                   | 2                   | 1                   | 0                   | 1                   | 5                   | 5                   | 0                   |                     |                     |
| 44                                                                 | Paysandu             | 3                   | 2                   | 1                   | 0                   | 1                   | 2                   | 2                   | 0                   |                     |                     |
| 45                                                                 | Picos                | 3                   | 2                   | 1                   | 0                   | 1                   | 1                   | 1                   | 0                   |                     |                     |
| 46                                                                 | FC Cascavel          | 3                   | 2                   | 1                   | 0                   | 1                   | 2                   | 3                   | –1                  |                     |                     |
| 46                                                                 | Rio Branco-ES        | 3                   | 2                   | 1                   | 0                   | 1                   | 2                   | 3                   | –1                  |                     |                     |
| 48                                                                 | Cuiabá               | 2                   | 2                   | 0                   | 2                   | 0                   | 0                   | 0                   | 0                   |                     |                     |
| 49                                                                 | Luverdense           | 1                   | 2                   | 0                   | 1                   | 1                   | 2                   | 3                   | –1                  |                     |                     |
| 50                                                                 | Tombense             | 1                   | 2                   | 0                   | 1                   | 1                   | 1                   | 2                   | –1                  |                     |                     |
| 50                                                                 | Ypiranga de Erechim  | 1                   | 2                   | 0                   | 1                   | 1                   | 1                   | 2                   | –1                  |                     |                     |
| 52                                                                 | Joinville            | 1                   | 2                   | 0                   | 1                   | 1                   | 0                   | 2                   | –2                  |                     |                     |

| 53 | Caldense               | 1 | 1 | 0 | 1 | 0 | 1 | 1 | 0  |
| 53 | Penarol                | 1 | 1 | 0 | 1 | 0 | 1 | 1 | 0  |
| 53 | Rio Branco VN          | 1 | 1 | 0 | 1 | 0 | 1 | 1 | 0  |
| 53 | São Raimundo-RR        | 1 | 1 | 0 | 1 | 0 | 1 | 1 | 0  |
| 53 | Uberlândia             | 1 | 1 | 0 | 1 | 0 | 1 | 1 | 0  |
| 58 | Marília                | 1 | 1 | 0 | 1 | 0 | 0 | 0 | 0  |
| 58 | Nova Mutum             | 1 | 1 | 0 | 1 | 0 | 0 | 0 | 0  |
| 58 | Santa Cruz-RS          | 1 | 1 | 0 | 1 | 0 | 0 | 0 | 0  |
| 58 | Sergipe                | 1 | 1 | 0 | 1 | 0 | 0 | 0 | 0  |
| 62 | Goianésia              | 0 | 1 | 0 | 0 | 1 | 2 | 3 | –1 |
| 62 | Mirassol               | 0 | 1 | 0 | 0 | 1 | 2 | 3 | –1 |
| 62 | Sport                  | 0 | 1 | 0 | 0 | 1 | 2 | 3 | –1 |
| 65 | Figueirense            | 0 | 1 | 0 | 0 | 1 | 1 | 2 | –1 |
| 65 | Gama                   | 0 | 1 | 0 | 0 | 1 | 1 | 2 | –1 |
| 65 | Sampaio Corrêa         | 0 | 1 | 0 | 0 | 1 | 1 | 2 | –1 |
| 68 | Águia Negra            | 0 | 1 | 0 | 0 | 1 | 0 | 1 | –1 |
| 68 | Atlético Acreano       | 0 | 1 | 0 | 0 | 1 | 0 | 1 | –1 |
| 68 | Brusque                | 0 | 1 | 0 | 0 | 1 | 0 | 1 | –1 |
| 68 | Caxias                 | 0 | 1 | 0 | 0 | 1 | 0 | 1 | –1 |
| 68 | Confiança              | 0 | 1 | 0 | 0 | 1 | 0 | 1 | –1 |
| 68 | Madureira              | 0 | 1 | 0 | 0 | 1 | 0 | 1 | –1 |
| 68 | Palmas                 | 0 | 1 | 0 | 0 | 1 | 0 | 1 | –1 |
| 68 | Paraná                 | 0 | 1 | 0 | 0 | 1 | 0 | 1 | –1 |
| 68 | Porto Velho            | 0 | 1 | 0 | 0 | 1 | 0 | 1 | –1 |
| 68 | Treze                  | 0 | 1 | 0 | 0 | 1 | 0 | 1 | –1 |
| 68 | União Rondonópolis     | 0 | 1 | 0 | 0 | 1 | 0 | 1 | –1 |
| 79 | Galvez                 | 0 | 1 | 0 | 0 | 1 | 1 | 3 | –2 |
| 79 | Goiás                  | 0 | 1 | 0 | 0 | 1 | 1 | 3 | –2 |
| 81 | Esportivo              | 0 | 1 | 0 | 0 | 1 | 0 | 2 | –2 |
| 81 | Juventude Samas        | 0 | 1 | 0 | 0 | 1 | 0 | 2 | –2 |
| 81 | Real Brasília          | 0 | 1 | 0 | 0 | 1 | 0 | 2 | –2 |
| 84 | Jaraguá                | 0 | 1 | 0 | 0 | 1 | 1 | 4 | –3 |
| 85 | Atlético de Alagoinhas | 0 | 1 | 0 | 0 | 1 | 0 | 3 | –3 |
| 85 | Castanhal              | 0 | 1 | 0 | 0 | 1 | 0 | 3 | –3 |
| 85 | Murici                 | 0 | 1 | 0 | 0 | 1 | 0 | 3 | –3 |
| 85 | Salgueiro              | 0 | 1 | 0 | 0 | 1 | 0 | 3 | –3 |
| 89 | Guarany de Sobral      | 0 | 1 | 0 | 0 | 1 | 1 | 5 | –4 |
| 90 | Ypiranga-AP            | 0 | 1 | 0 | 0 | 1 | 0 | 4 | –4 |
| 91 | Moto Club              | 0 | 1 | 0 | 0 | 1 | 0 | 5 | –5 |
| 92 | Campinense             | 0 | 1 | 0 | 0 | 1 | 1 | 7 | –6 |

|  |                                 |
|  | Campeão                         |
|  | Vice-campeão                    |
|  | Eliminados nas semifinais       |
|  | Eliminados nas quartas de final |
|  | Eliminados nas oitavas de final |
|  | Eliminados na terceira fase     |
|  | Eliminados na segunda fase      |
|  | Eliminados na primeira fase     |